# Aderus conradti
Aderus conradti é uma espécie de inseto besouro da família Aderidae. Foi descrita cientificamente por Maurice Pic em 1907.

## Distribuição geográfica
Habita nos Camarões.